# Новоникольский сельсовет (Липецкая область)
Новоникольский сельсовет — сельское поселение в Данковском районе Липецкой области Российской Федерации.
Административный центр — село Новоникольское.

## История
Статус и границы сельского поселения установлены Законом Липецкой области от 23 сентября 2004 года № 126-ОЗ «Об установлении границ муниципальных образований Липецкой области»

## Население
| 2010  | 2012  | 2013 | 2014 | 2015 | 2016 | 2017  |
| ----- | ----- | ---- | ---- | ---- | ---- | ----- |
| 938   | ↘937  | ↘920 | ↗921 | ↘897 | ↗913 | ↗1094 |
| 2018  | 2021  |      |      |      |      |       |
| ↗1105 | ↗1135 |      |      |      |      |       |

## Состав сельского поселения
| № | Населённый пункт | Тип населённого пункта       | Население |
| - | ---------------- | ---------------------------- | --------- |
| 1 | Новоникольское   | село, административный центр | ↘816      |
| 2 | Репцы            | деревня                      | 0         |
| 3 | Сугробы          | село                         | ↘122      |